# Herb gminy Sztabin
Herb gminy Sztabin – symbol gminy Sztabin.

## Wygląd i symbolika
Herb przedstawia na tarczy w polu czerwonym złotą wstęgę z lewa w skos z czarnym napisem „GMINA SZTABIN”, w polu lewym złote strzemię, a w polu prawym srebrną strzałę, rozdartą w wąs. Jest to nawiązanie do rodów zasłużonych dla terenu gminy: Brzostowskich herbu Strzemię oraz Chreptowiczów herbu Odrowąż.
Herb Gminy określa następujący opis:
Herb wynika z połączeń dwóch herbów rodów Chreptowiczów i Brzostowskich (zasłużonych dla Ziemi 
Sztabińskiej). Herb gminy to tarcza trójdzielna czerwona, zwieńczona koroną ze wstęgą złotą z lewa w skos, 
z napisem „Gmina Sztabin”, na której w górnym polu widnieje srebrna strzała z grotem ku górze (z herbu 
Chreptowiczów - Odrowąż), pole dolne - złote strzemię (z herbu Brzostowskich - Strzemię).